# Dipseudopsis elongata
Dipseudopsis elongata är en nattsländeart som beskrevs av Banks 1920. Dipseudopsis elongata ingår i släktet Dipseudopsis och familjen Dipseudopsidae. Inga underarter finns listade i Catalogue of Life.